# Cot Seuriat
Cot Seuriat är ett berg i Indonesien.   Det ligger i provinsen Aceh, i den västra delen av landet, 1 800 km nordväst om huvudstaden Jakarta. Toppen på Cot Seuriat är 339 meter över havet, eller 59 meter över den omgivande terrängen. Bredden vid basen är 1,0 km.
Terrängen runt Cot Seuriat är kuperad åt nordost, men åt sydväst är den platt. Havet är nära Cot Seuriat åt nordost.Runt Cot Seuriat är det tätbefolkat, med 257 invånare per kvadratkilometer. Närmaste större samhälle är Banda Aceh, 14,8 km väster om Cot Seuriat. Omgivningarna runt Cot Seuriat är en mosaik av jordbruksmark och naturlig växtlighet.